# Landsdel
Le landsdel (pluriel landsdeler ou landsdels) est une division géographique de la Norvège sans fonction administrative. Le pays en compte cinq, qui regroupent chacune plusieurs fylker, les plus grandes subdivisions administratives de la Norvège.
| Localisation | Landsdel   | traduction      | Population en 2025 (hab.) | Superficie (km2) | nb Fylker | Fylker                                                             |
| ------------ | ---------- | --------------- | ------------------------- | ---------------- | --------- | ------------------------------------------------------------------ |
|              | Nord-Norge | Norvège du Nord | 489 103                   | 112 951          | 3         | Nordland, Troms et Finnmark                                        |
|              | Trøndelag  | voir Trondheim  | 486 815                   | 41 265           | 1         | Trøndelag                                                          |
|              | Vestlandet | Pays de l'Ouest | 1 432 119                 | 58 582           | 3         | Møre og Romsdal, Vestland, Rogaland                                |
|              | Østlandet  | Pays de l'Est   | 2 864 115                 | 94 596           | 7         | Innlandet, Oslo, Vestfold, Telemark, Akershus, Buskerud et Østfold |
|              | Sørlandet  | Pays du Sud     | 322 188                   | 16 434           | 1         | Agder                                                              |
|              | total      |                 | 5 601 049                 | 323 828          | 15        |                                                                    |